# 고이즈미마치역
고이즈미마치역(일본어: 小泉町駅, こいずみまちえき)은 일본 군마현 오라군 오이즈미정에 있는 도부 철도 고이즈미 선의 역이다. 역 번호는 TI 45이다.

## 역사
- 1917년 3월 12일: 나카하라 철도로 영업 개시.
- 1922년 3월 4일: 나카하라 철도가 조슈 철도로 노선명이 변경됨.
- 1937년 1월 10일: 도부 철도의 조슈 철도 매수에 의하여 당 회사의 역이 됨.
- 1939년 4월 13일: 센고쿠카이간 선 고이즈미마치 ~ 센고쿠카이간 역 구간의 개통으로 중간역이 됨.
- 1941년 6월 1일: 오타 ~ 고이즈미마치 간 개업.
- 1942년 5월 10일: 고이즈미 신호장이 동년 4월에 여객이 역화되어 히가시코이즈미역이 되었고, 니시코이즈미역 개통에 의한 여객 영업 폐지.
- 1955년 9월 20일: 여객 영업 재개.

## 역 구조
단선 승강장 1면 1선의 지상역이다. 역사 및 승강장은 선로 남쪽에 있고, 선로의 북쪽과 연결되는 과선교가 설치되어 있다. 역사의 대부분은 화장실이다. 승차권은 역에서 남쪽으로 50m 거리의 찻집에서 판매하고 있다.

## 역 주변
오이즈미 시가지(오이즈미 정사무소)는 니시코이즈미역과 근처이다.
- 고이즈미 성터
  - 시로노우치 공원
- 오이즈미마치 문화 마을
- 고이즈미 신사
- 군마 현 오이즈미 고등학교
- 오이즈미 정립 기타 중학교
- 오이즈미 정립 기타 초등학교
- 오이즈미 우체국

## 인접역
| 도부 철도 고이즈미 선                | 도부 철도 고이즈미 선 | 도부 철도 고이즈미 선                |
| ------------------------------------ | --------------------- | ------------------------------------ |
| TI 44 히가시코이즈미 다테바야시 방면 |                       | 니시코이즈미 TI 46 니시코이즈미 방면 |